# Trixa nox
Trixa nox là một loài ruồi trong họ Tachinidae.